# Mount Mullen
Mount Mullen är ett berg i Antarktis. Det ligger i Västantarktis. Chile gör anspråk på området. Toppen på Mount Mullen är 2 400 meter över havet.
Terrängen runt Mount Mullen är bergig åt sydväst, men åt nordost är den kuperad. Trakten är obefolkad. Det finns inga samhällen i närheten.